# Nguyên Lê
Nguyên Lê (ur. 14 stycznia 1959 w Paryżu) – francuski muzyk jazzowy i kompozytor pochodzenia wietnamskiego. Jego głównym instrumentem jest gitara, ale gra również na gitarze basowej i syntezatorze gitarowym.
Wydał wiele albumów, zarówno jako lider, jak i sideman. Album z 1996 zatytułowany Tales from Viêt-Nam łączy w sobie jazz i tradycyjną muzykę wietnamską. Nguyên Lê występował z: Randym Breckerem, Vince’em Mendozą, Erikiem Vloeimansem, Carlą Bley, Michaelem Portalem, Renaud Garcią-Fonsem, Perem Mathisenem, Markiem Jonhsonem, Peterem Erskinem, Trilokiem Gurtu, Paolo Fresu i Dhaferem Youssefem.
Wiosną 2011 ukazał się album z coverami popowych przebojów z 1970 zatytułowany Songs of Freedom.

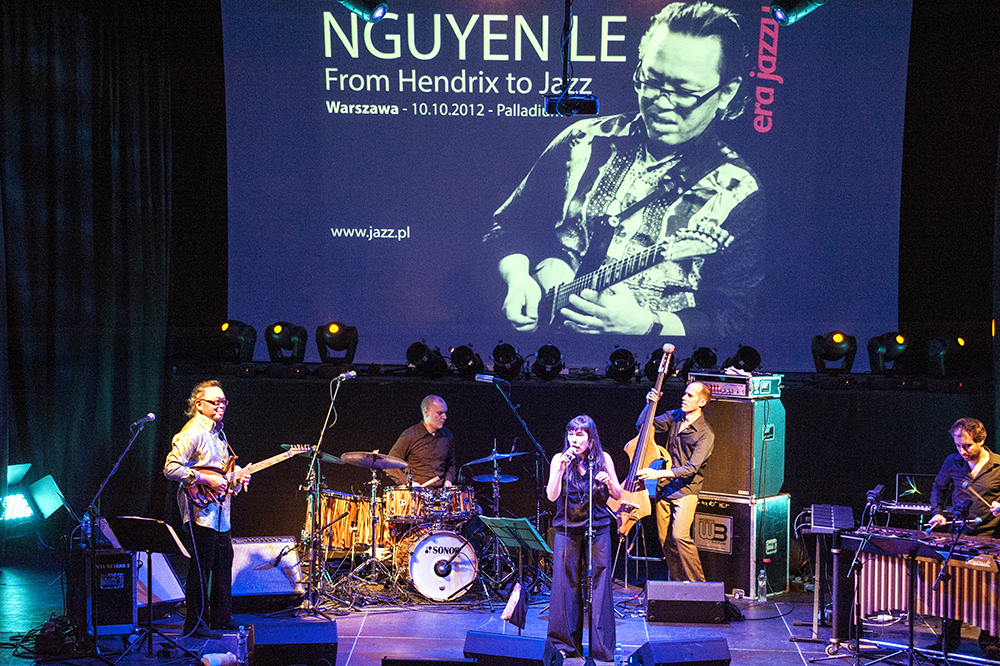
Nguyên Lê na scenie (po lewej) i wokalistka Himiko Paganotti (w środku) w warszawskim klubie Palladium - październik 2012.

## Aktualne projekty muzyczne i zespoły
- The Nguyên Lê Trio:
  - Nguyên Lê: gitara, aranżacja,
  - Michel Alibo: gitara basowa,
  - Karim Ziad: bębny, perkusja;
- The Jimi Hendrix Project:
  - Nguyên Lê: gitara, aranżacja,
  - Cathy Renoir: wokal,
  - Michel Alibo lub Linley Marthe: gitara basowa,
  - Karim Ziad lub Francis Lassus: bębny, perkusja;
- Purple:
  - Nguyên Lê: gitara,
  - Michel Alibo: gitara basowa,
  - Terri Lyne Carrington: bębny, wokal,
  - Aïda Khann: wokal,
  - Corin Curschellas: wokal,
  - Me’shell Ndegeocello: gitara basowa,
  - Karim Ziad: perkusja,
  - Bojan Zulfikarpasic: fortepian;
- Dragonfly:
  - Huong Thanh: wokal,
  - Nguyên Lê: gitara, aranżacja,
  - Hao Nhien: cytra,
  - Dan Bau: flet, perkusja,
  - François Verly: perkusja, syntezator,
  - Michel Alibo: gitara basowa,
  - Joël Allouche: bębny i perkusja;
- Nguyên Lê Quartett:
  - Nguyen Le: gitara,
  - Paul McCandless: saksofon, klarnet,
  - Art Lande: fortepian,
  - Jamey Haddad: perkusja;
- ELB (Erskine/Lê/Benita):
  - Peter Erskine: bębny,
  - Nguyên Lê: gitara, syntezator gutarowy,
  - Michel Benita: bas akustyczny;
- Songs of Freedom:
  - Nguyen Le: gitara, laptop,
  - Himiko Paganotti: wokal,
  - Illya Amar: wibracje,
  - Romain Labaye: gitara basowa, wokal,
  - Stephane Galland i Gergo Borlai: bębny.

## Dyskografia

### Albumy studyjne
- Miracles z Markiem Johnsonem i Peterem Erskinem (1990)
- Zanzibar z Paulem McCandlessem i Joëlem Allouchem (1992)
- Million Waves jako The Nguyên Lê Trio (1995)
- Tales From Vietnam z Huong Thanhem, Hao Nhienem, Paolo Fresu, Trilokiem Gurtu, Simonem Spang-Hanssenem, Michelem Benitą i innymi (1996)
- Three Trios (1997)
- Maghreb & Friends (1998)
- Moon and Wind z Huong Thanhem (1999)
- Bakida jako The Nguyên Lê Trio (2000)
- Purple – Celebrating Jimi Hendrix (2002)
- Walking On The Tiger’s Tail jako Nguyên Lê Quartett (2005)
- Homescape z Paolo Fresu i Dhaferem Youssefem (2006)
- Fragile Beauty z Huong Thanhem (2007)
- Saiyuki (2009)
- Songs of Freedom (2011)
- Purple (2012)
- Celebrating dark side of the moon (2014)

### Albumy we współpracy

#### W ramach Ultramarine
- Programme Jungle (1985)
- Dé (1989)
- E Si Mala (2007)

#### ZSafym Boutellą
- Mejnoun (1992)

#### W ramach Andy Emler Mega Octet
- Head Games (1992)

#### Z François Moutinem iAndré Ceccarellim
- Init (feat. Bob Berg) (1993)

#### Z Paolo Fresu
- Angel (1998)
- Cinquant'Anni Suonati – 2 (2012)

#### Z Dhaferem Yousefem
- Malak z Markusem Stockhausenem, Renaud Garcią-Fonsem i Jatinderem Thakurem (1999)

#### W ramach ELB
- E_L_B (2001)
- Dream Flight (feat. Stéphane Guillaume) (2008)

#### ZUrim Cainem
- Uri Caine Ensemble Plays Mozart (2006)
- The Othello Syndrome (2009)

#### Z Romano Sclavisem Texierem
- 3+3 (2012)

#### ZCæcilie Norby,Larsem DanielssonemiLeszkiem Możdżerem
- Silent Ways (2013)